# Голден-Дейс
Голден-Дейс (англ. Golden Days) — літнє село в Канаді, у провінції Альберта, у складі муніципального району Ледюк.

## Населення
За даними перепису 2016 року, літнє село нараховувало 160 осіб постійного населення, показавши зростання на 13,5%, порівняно з 2011-м роком. Середня густина населення становила 70,3 осіб/км².
З офіційних мов обидвома одночасно володіли 10 жителів, тільки англійською — 150. Усього 5 осіб вважали рідною мовою не одну з офіційних, з них 5 — українську.
Працездатне населення становило 95 осіб (57,6% усього населення), усі були зайняті.

## Клімат
Середня річна температура становить 2,5°C, середня максимальна – 20,8°C, а середня мінімальна – -18,5°C. Середня річна кількість опадів – 523 мм.
| Клімат поселення                              | Клімат поселення | Клімат поселення | Клімат поселення | Клімат поселення | Клімат поселення | Клімат поселення | Клімат поселення | Клімат поселення | Клімат поселення | Клімат поселення | Клімат поселення | Клімат поселення | Клімат поселення |
| Показник                                      | Січ.             | Лют.             | Бер.             | Квіт.            | Трав.            | Черв.            | Лип.             | Серп.            | Вер.             | Жовт.            | Лист.            | Груд.            |                  |
| Середній максимум, °C                         | −6,74            | −3,6             | 1,00             | 9,04             | 14,68            | 18,87            | 20,77            | 20,54            | 15,59            | 10,49            | 1,29             | −4,25            |                  |
| Середня температура, °C                       | −12,61           | −9,49            | −4,88            | 3,16             | 8,80             | 12,97            | 15,34            | 15,11            | 10,15            | 5,06             | −4,13            | −9,67            |                  |
| Середній мінімум, °C                          | −18,52           | −15,36           | −10,78           | −2,73            | 2,90             | 7,10             | 9,92             | 9,68             | 4,73             | −0,36            | −9,56            | −15,11           |                  |
| Норма опадів, мм                              | 24               | 17               | 21               | 34               | 57               | 88               | 102              | 69               | 47               | 26               | 21               | 17               |                  |
| Середньомісячна швидкість вітру, м/с          | 3.21             | 3.33             | 3.45             | 3.70             | 3.68             | 3.30             | 3.00             | 2.90             | 3.10             | 3.40             | 3.30             | 3.30             |                  |
| Середньомісячна сонячна радіація, кДж/м²·день | 3597             | 7105             | 12306            | 17124            | 20549            | 22006            | 22302            | 18727            | 12795            | 7658             | 3912             | 2681             |                  |
| --------------------------------------------- | ---------------- | ---------------- | ---------------- | ---------------- | ---------------- | ---------------- | ---------------- | ---------------- | ---------------- | ---------------- | ---------------- | ---------------- | ---------------- |
| Джерело:                                      |                  |                  |                  |                  |                  |                  |                  |                  |                  |                  |                  |                  |                  |